# Coupe d'Europe des vainqueurs de coupe masculine de handball 1976-1977
Navigation
Coupe des Coupes 1975-1976 Coupe des coupes 1977-1978
La Coupe d'Europe des vainqueurs de coupe masculine de handball 1976-1977 est la 2e édition de la Coupe d'Europe des vainqueurs de coupe masculine de handball.
Organisée par la Fédération internationale de handball (IHF), la compétition est ouverte à 25 clubs de handball d'associations membres de l'IHF. Ces clubs sont qualifiés en fonction de leurs résultats dans leur pays d'origine lors de la saison 1975-1976.
Elle est remportée par le club soviétique du MAI Moscou, vainqueur en finale du club est-allemand du SC Magdebourg.

## Résultats

### Premier tour
| Équipe 1            | Score   | Équipe 2                | Aller | Retour |
| ------------------- | ------- | ----------------------- | ----- | ------ |
| Dinamo Bucarest     | 41 – 43 | MAI Moscou              | 25-20 | 16-23  |
| Valur Reykjavik     | 54 – 23 | Red Boys Differdange    | 25-11 | 29-12  |
| Heim Göteborg       | 43 – 42 | KS Spójnia Gdańsk       | 19-18 | 24-24  |
| Atlético Madrid     | 53 – 9  | Hapoël Ramat Gan        | 26-16 | 27-7   |
| HC Rovereto         | 26 – 31 | FC Porto                | 14-10 | 12-21  |
| Partizan Bjelovar   | 51 – 49 | HT Tatran Prešov        | 27-19 | 24-30  |
| Brentwood'72 HC     | 16 – 65 | Progrès Seraing         | 12-35 | 04-30  |
| Elektromos Budapest | 59 – 44 | ASKÖ Linz               | 27-20 | 32-24  |
| SC Magdebourg       | 61 – 32 | Kronohagens IF Helsinki | 33-15 | 28-17  |

### Huitièmes de finale
| Équipe 1             | Score   | Équipe 2            | Aller | Retour |
| -------------------- | ------- | ------------------- | ----- | ------ |
| Valur Reykjavik      | 34 – 44 | MAI Moscou          | 19-20 | 15-24  |
| Grün-Weiß Dankersen  | 37 – 35 | Heim Göteborg       | 21-18 | 16-17  |
| St. Otmar Saint-Gall | 31 – 49 | Atlético Madrid     | 20-28 | 11-21  |
| Bækkelagets SK       | 43 – 40 | PSV Eindhoven       | 22-19 | 21-21  |
| FC Porto             | 35 – 47 | SMUC Marseille      | 18-26 | 17-21  |
| Skovbakken Aarhus    | 42 – 48 | Partizan Bjelovar   | 21-22 | 21-26  |
| BM Granollers        | 45 – 27 | Progrès Seraing     | 25-10 | 20-17  |
| SC Magdebourg        | 56 – 48 | Elektromos Budapest | 28-20 | 28-28  |

### Quarts de finale
| Équipe 1            | Score   | Équipe 2          | Aller | Retour |
| ------------------- | ------- | ----------------- | ----- | ------ |
| Grün-Weiß Dankersen | 39 – 40 | MAI Moscou        | 25-19 | 14-21  |
| Bækkelagets SK      | 39 – 46 | Atlético Madrid   | 19-19 | 20-27  |
| SMUC Marseille      | 36 – 60 | Partizan Bjelovar | 19-27 | 17-33  |
| SC Magdebourg       | 67 – 40 | BM Granollers     | 36-18 | 31-22  |

### Demi-finales
| Équipe 1      | Score   | Équipe 2          | Aller | Retour |
| ------------- | ------- | ----------------- | ----- | ------ |
| MAI Moscou    | 39 – 36 | Atlético Madrid   | 28-21 | 11-15  |
| SC Magdebourg | 39 – 38 | Partizan Bjelovar | 20-16 | 19-22  |

### Finale
La finale s'est disputée sur un seul match le 24 avril 1977 à Zaporojié en RSS d'Ukraine.
| Équipe 1   | Score   | Équipe 2      | Aller | Retour |
| ---------- | ------- | ------------- | ----- | ------ |
| MAI Moscou | 18 – 17 | SC Magdebourg | -     | -      |

- MAI Moscou : Valentin Sitchev – Vladimir Maksimov (5), Alexandre Chripov (1), Vassili Iline (7), Vladimir Kravtsov, Iouri Klimov (2), Alexandre Kozhukhov, Victor Makhorine (1), Oleg Gagine, Alexeï Soloviev (2), Nikolaï Tchigariov – Entraîneur : Albert Guassiev.
- SC Magdebourg : Wieland Schmidt – Reinhard Schütte (2), Wolfgang Lakenmacher (1), Gerhard Uecker (1), Hartmut Krüger (7), Günter Dreibrodt (3), Ingolf Wiegert, Ernst Gerlach (3), Harry Jahns, Manfred Hoppe – Entraîneur : Klaus Miesner.